# Economía de África Oriental
La economía de África Oriental se caracteriza por estar diversificada, aunque es la agricultura el sector que desempeña el papel fundamental, el que emplea a la mayoría de la población y el que contribuye de manera más significativa al PIB. Los cultivos más importantes son el café, el té y los productos hortícolas. África Oriental es la región de más rápido crecimiento en África. También ha experimentado un rápido crecimiento el turismo, especialmente en Tanzania y Kenia, gracias a los parques de safari. Nairobi y Addis Abeba son los principales centros financieros de África Oriental. Etiopía y Kenia representan el 55 % del PIB del África Oriental y el África Oriental representa el 18% del PIB de África.

## PIB PPA
Etiopía y Kenia presentan el PIB PPA más alto del África Oriental y representan el 46% de la economía de África Oriental.
| No. | País          | PIB (PPA)    |
| --- | ------------- | ------------ |
| 1   | Etiopía       | 434.44       |
| 2   | Kenia         | 375.36       |
| 3   | Tanzania      | 269.67       |
| 4   | Uganda        | 170.61       |
| 5   | Sudán         | 123.48       |
| 6   | Madagascar    | 60.88        |
| 7   | Ruanda        | 51.92        |
| 8   | Mauricio      | 40.43        |
| 9   | Somalia       | 30.43        |
| 10  | Burundi       | 13.17        |
| 11  | Sudán del Sur | 11.79        |
| 12  | Seychelles    | 4.14         |
| 13  | Comoras       | 3.44         |
| 14  | Total         | 1,589.86     |
| 15  | Eritrea       | No hay datos |

## PIB Nominal
Etiopía y Kenia tienen el PIB más alto en África Oriental mientras que Seychelles y Mauricio tienen el PIB per cápita más alto.  El PIB total combinado de África Oriental es de 603 mil millones de dólares.
| No. | País          | PIB (PPA) (USD 'billones) |
| --- | ------------- | ------------------------- |
| 1   | Etiopía       | 145.03                    |
| 2   | Kenia         | 116.32                    |
| 3   | Tanzania      | 79.87                     |
| 4   | Uganda        | 55.59                     |
| 5   | Sudán         | 29.79                     |
| 6   | Madagascar    | 17.21                     |
| 7   | Mauricio      | 15.89                     |
| 8   | Somalia       | 12.73                     |
| 9   | Ruanda        | 13.66                     |
| 10  | Sudán del Sur | 5.27                      |
| 11  | Yibuti        | 4.33                      |
| 12  | Burundi       | 4.29                      |
| 13  | Seychelles    | 2.14                      |
| 14  | Comoras       | 1.45                      |
| 15  | Total         | 503B                      |
| 16  | Eritrea       | No hay datos              |

## Crecimiento Real del PIB
El África Oriental es la región de más rápido crecimiento en África. Ruanda, Etiopía, Yibuti presentan algunos de los crecimientos económicos más rápidos en la región.

## PPA Per Cápita
| No. | País          | Per Cápita (USD) |
| --- | ------------- | ---------------- |
| 1   | Seychelles    | 41 080           |
| 2   | Mauricio      | 32 060           |
| 3   | Yibuti        | 8 600            |
| 4   | Kenia         | 7 160            |
| 5   | Tanzania      | 4 130            |
| 6   | Etiopía       | 4 050            |
| 7   | Comoras       | 3 860            |
| 8   | Ruanda        | 3 750            |
| 9   | Uganda        | 3 640            |
| 10  | Sudán         | 2 510            |
| 11  | Madagascar    | 1 990            |
| 12  | Somalia       | 1 840            |
| 13  | Burundi       | 986              |
| 14  | Sudán del Sur | 763              |
| 15  | Promedio      | 3 930            |

## PIB per Cápita (Nominal)
Seychelles y Mauricio son los países más ricos del África Oriental por PIB per cápita, seguidos por Yibuti y Kenia respectivamente. Burundi y Sudán del Sur son los más pobres en África Oriental y en el mundo también. Solo 6 de los 14 países tienen un PIB per cápita inferior a 1 000 dólares.
| No.   | País          | PIB Per Cápita (en USD) |
| ----- | ------------- | ----------------------- |
| 1     | Seychelles    | 21 290.00               |
| 2     | Mauricio      | 12 600.00               |
| 3     | Yibuti        | 4 150.00                |
| 4     | Kenia         | 2 220.00                |
| 5     | Comoras       | 1 630.00                |
| 6     | Etiopía       | 1 350.00                |
| 7     | Tanzania      | 1 220.00                |
| 8     | Uganda        | 1 190.00                |
| 9     | Ruanda        | 985.99                  |
| 10    | Somalia       | 771.45                  |
| 11    | Sudán         | 606.29                  |
| 12    | Madagascar    | 562.59                  |
| 13    | Sudán del Sur | 340.99                  |
| 14    | Burundi       | 320.64                  |
| Total | Total         | 1,157                   |

## Deuda Gubernamental
Casi todos los países de África Oriental tienen una deuda gubernamental en porcentaje del PIB superior al 50%. Sudán tiene la más alta (344%), 4 veces mayor que el siguiente país. Esto se debe a la guerra civil en curso.
| No. | País                       | Deuda al PIB (%) |
| --- | -------------------------- | ---------------- |
| 1   | Sudán                      | 344.4            |
| 2   | Mauricio                   | 80.1             |
| 3   | Kenia                      | 69.9             |
| 4   | Burundi                    | 86.8             |
| 5   | Ruanda                     | 71.4             |
| 6   | Seychelles                 | 58.4             |
| 7   | Yibuti                     | 32.7             |
| 8   | Madagascar                 | 55.5             |
| 9   | Uganda                     | 51.4             |
| 10  | Sudán del Sur              | 56.9             |
| 11  | Tanzania                   | 47.3             |
| 12  | Comoras                    | 34.9             |
| 13  | Etiopía                    | 33.6             |
| 14  | Eritrea                    | sin datos        |
| 15  | Somalia                    | sin datos        |
| 16  | África Oriental (Promedio) | 78.72            |

## Balanza de Cuenta Corriente
Yibuti y Sudán del Sur tienen la balanza de cuenta más alta, mientras que Kenia y Etiopía tienen la menor balanza de cuenta.
| #  | País          | Balanza de Cuenta |
| -- | ------------- | ----------------- |
| 1  | Yibuti        | 0.344             |
| 2  | Sudán del Sur | 0.259             |
| 3  | Comoras       | -0.082            |
| 4  | Seychelles    | -0.815            |
| 5  | Mauricio      | -0.96             |
| 6  | Burundi       | -0.539            |
| 7  | Madagascar    | -1.046            |
| 8  | Ruanda        | -1.443            |
| 9  | Somalia       | -1.828            |
| 10 | Tanzania      | -2.74             |
| 11 | Sudán         | -3.125            |
| 12 | Uganda        | -3.616            |
| 13 | Kenia         | -5.584            |
| 14 | Etiopía       | -5.247            |
| 15 | Eritrea       | sin datos         |

## Centros Económicos de África Oriental
En África Oriental hay varios centros económicos clave, que contribuyen significativamente al panorama económico general de la región. A continuación se presentan cinco importantes centros económicos en África Oriental:

### Nairobi (Kenia)
Nairobi es la potencia económica de África Oriental, sirviendo como el principal centro financiero de la región y albergando a grandes corporaciones y bancos. Su robusta infraestructura y creciente sector tecnológico contribuyen significativamente a las actividades económicas y a las innovaciones en toda la región.

### Addis Abeba (Etiopía)
Addis Abeba desempeña un papel vital en la economía de África Oriental como un centro de comercio y negocios. Su ubicación central e iniciativas de desarrollo lo convierten en un actor clave para fomentar la integración económica y facilitar las inversiones dentro de la región.

### Dar es Salaam (Tanzania)
Dar es Salaam es crucial para la economía de África Oriental debido a su condición de la ciudad portuaria más grande de Tanzania. Sirve como un punto de tránsito principal para las mercancías que entran y salen de la región, apoyando el comercio y fomentando el crecimiento económico.

### Kampala (Uganda)
Kampala contribuye a la economía de África Oriental a través de sus vibrantes actividades de mercado e industrias diversas. Su crecimiento en sectores como la agricultura, manufactura e industrias de servicios mejora las oportunidades de comercio e inversión regional.

### Mombasa (Kenia)
Mombasa es esencial para el panorama económico de África Oriental como una importante ciudad portuaria que facilita el comercio marítimo. Su economía está impulsada por el transporte marítimo, el turismo y la agricultura, impactando significativamente los flujos comerciales dentro de la comunidad de África Oriental. Cuenta con el puerto más grande de África Oriental.

## Población
Etiopía es el país más poblado de África Oriental con una población de 107 millones, Tanzania y Kenia también tienen una población que supera los 50 millones, mientras que Seychelles y Comoros tienen la población más baja. África Oriental alberga a 424 millones de personas. 
| #     | País                        | Población (Millones) |
| ----- | --------------------------- | -------------------- |
| 1     | Etiopía                     | 107.4                |
| 2     | Tanzania                    | 65.23                |
| 3     | Kenia                       | 52.44                |
| 4     | Sudán                       | 49.14                |
| 5     | Uganda                      | 46.85                |
| 6     | Madagascar                  | 30.59                |
| 7     | Somalia                     | 16.5                 |
| 8     | Sudán del Sur               | 15.45                |
| 9     | Ruanda                      | 13.86                |
| 10    | Burundi                     | 13.37                |
| 11    | Mauricio                    | 1.26                 |
| 12    | Yibuti                      | 1.04                 |
| 13    | Comoras                     | 1.03                 |
| 14    | Seychelles                  | 0.1                  |
| **#** | **África Oriental (Total)** | **424.26**           |

## Tasa de Inflación
Sudán tiene la peor inflación debido a la guerra civil en curso, mientras que Sudán del Sur la padece por la disminución de los ingresos petroleros debido a factores como la depreciación de la moneda. Aunque la mayoría de los países de África Oriental se están recuperando de la inflación, Sudán y Sudán del Sur están experimentando hiperinflación.

## Sindicatos
Mercado Común de África Oriental y Austral (COMESA) - COMESA es principalmente una organización económica que facilita la cooperación entre estados miembros, incluyendo iniciativas que abordan cuestiones laborales y comerciales.
Confederación de Sindicatos de África Oriental (EATUC) - EATUC representa a sindicatos de países de África Oriental, abogando por los derechos de los trabajadores y promoviendo la cooperación regional.
Confederación Sindical Internacional (ITUC) - ITUC es una organización global que incluye a muchos sindicatos miembros de África Oriental y aborda cuestiones laborales transfronterizas.